# Męski sport
Męski sport (ang. We Are Marshall) – film McG powstały w 2006 roku. Opowiada o katastrofie samolotu w 1970 roku, w którym ginie cała drużyna futbolowa. W krótkim czasie fani Marshall University postanawiają stworzyć nową drużynę, która uhonoruje śmierć ich kolegów.
We Are Marshall otrzymał nagrodę Truly Moving Picture Award w 2006 roku jako film, który potrafi doprowadzić do łez, śmiechu i który może coś zmienić oraz nominację ESPY Awards w kategorii „najlepszy film sportowy”.